# یواس‌اس اف-۳ (اس‌اس-۲۲)
یواس‌اس اف-۳ (اس‌اس-۲۲) (به انگلیسی: USS F-3 (SS-22)) یک زیردریایی بود که طول آن ۱۴۲ فوت ۷ اینچ (۴۳٫۴۶ متر) بود. این زیردریایی در سال ۱۹۱۲ ساخته شد.